# フオックロン県
フオックロン県（フオックロンけん、ベトナム語：Huyện Phước Long / 縣福隆）は、ベトナム社会主義共和国バクリエウ省の県。面積は417.84km²、人口は122,962人（2018年）である。

## 行政区画
1市鎮7社から構成される。